# Trichosphaeria
Trichosphaeria — рід грибів родини Trichosphaeriaceae. Назва вперше опублікована 1870 року.
Вид Trichosphaeria parasitica викликає хворобу хвої у дерев під назвою шюте. Хвоя поступово буріє, але не опадає. На уражених грибом хвоїнках з нижньої сторони формуються ланцюжком плодові тіла.